# Prima Divisione Lazio 1946-1947
La Prima Divisione fu il massimo campionato regionale di calcio disputato nel Lazio nella stagione 1946-1947.
I gironi della regione Lazio furono gestiti dalla Lega Regionale Laziale.

## Girone A

### Squadre partecipanti
| Club                       | Città (provincia)             | Stagione precedente |
| -------------------------- | ----------------------------- | ------------------- |
| A.S. Albana Juventus       | Albano Laziale (Roma)         |                     |
| S.S. Cozzi                 | Roma                          |                     |
| G.S. Fiumicino             | Fiumicino (Roma)              |                     |
| S.G.S. Fortitudo           | Roma                          |                     |
| C.R.A.L. Az.Agr. Maccarese | Maccarese di Fiumicino (Roma) |                     |
| A.S. Marino                | Marino (Roma)                 |                     |
| S.S. Monte Mario           | Roma                          |                     |
| Pol. Petriana              | Roma                          |                     |
| A.S. Portuense             | Roma                          |                     |
| S.S. Romulea               | Roma                          |                     |
| S.P. Tarquinia             | Tarquinia (VT)                |                     |
| S.S. Torpignattara         | Roma                          |                     |
| A.S. Tuscania              | Tuscania (VT)                 |                     |
| A.S. Tuscolana             | Frascati (Roma)               |                     |

### Classifica finale
|  | Pos. | Squadra         | Pt       | G  | V  | N | P | GF | GS | DR |
|  | ---- | --------------- | -------- | -- | -- | - | - | -- | -- | -- |
|  | 1.   | Tuscania        | 28       | 20 | 13 | 2 | 5 | 37 | 28 |    |
|  | 2.   | Portuense       | 27       | 20 |    |   |   |    |    |    |
|  | 3.   | Maccarese       | 27       | 20 |    |   |   |    |    |    |
|  | 4.   | Marino          | 26       | 20 |    |   |   |    |    |    |
|  | 5.   | Albana Juventus | 25       | 20 |    |   |   |    |    |    |
|  | 6.   | Fortitudo       | 22       | 20 |    |   |   |    |    |    |
|  | 7.   | Romulea         | 17       | 20 |    |   |   |    |    |    |
|  | 8.   | Fiumicino       | 17       | 20 |    |   |   |    |    |    |
|  | 9.   | Torpignattara   | 14       | 20 |    |   |   |    |    |    |
|  | 10.  | Monte Mario     | 11       | 20 |    |   |   |    |    |    |
|  | 11.  | Tuscolana       | 4        | 20 |    |   |   |    |    |    |
|  | --   | Petriana        | Ritirata |    |    |   |   |    |    |    |
|  | --   | Cozzi           | Ritirata |    |    |   |   |    |    |    |
|  | --   | Tarquinia       | Ritirata |    |    |   |   |    |    |    |

Legenda:
      Ammesso alle finali per la promozione in Serie C 1947-1948.
      Ritirato dal campionato.
Regolamento:
Due punti a vittoria, uno a pareggio, zero a sconfitta.
Pari merito in caso di pari punti.

## Girone B

### Squadre partecipanti
| Club               | Città (provincia)       | Stagione precedente |
| ------------------ | ----------------------- | ------------------- |
| A.S. Aurelia       | Roma                    |                     |
| G.S. Benzoni       | Roma                    |                     |
| S.S. Braccianese   | Bracciano (Roma)        |                     |
| G.S. Ferrovieri    | Roma                    |                     |
| S.S. Italia Nova   | Roma                    |                     |
| G.S. Libertas      | Tivoli (Roma)           |                     |
| C.S. Mentana       | Mentana (Roma)          |                     |
| Pol. Monterotondo  | Monterotondo (Roma)     |                     |
| Pol. Murialdalbano | Albano Laziale (Roma)   |                     |
| U.S. Palombara     | Palombara Sabina (Roma) |                     |
| Rinascita          | Roma                    |                     |
| S.S. San Lorenzo   | Roma                    |                     |
| Subiaco            | Subiaco (Roma)          |                     |
| S.S. Vivace        | Grottaferrata (Roma)    |                     |

### Classifica finale
|  | Pos. | Squadra     | Pt | G  | V | N | P | GF | GS | DR |
|  | ---- | ----------- | -- | -- | - | - | - | -- | -- | -- |
|  | 1.   | San Lorenzo | ?? | 26 |   |   |   |    |    |    |
|  | 2.   | Aurelia     | ?? | 26 |   |   |   |    |    |    |
|  | 3.   | Sconosciuta | ?? | 26 |   |   |   |    |    |    |
|  | 4.   | Sconosciuta | ?? | 26 |   |   |   |    |    |    |
|  | 5.   | Sconosciuta | ?? | 26 |   |   |   |    |    |    |
|  | 6.   | Sconosciuta | ?? | 26 |   |   |   |    |    |    |
|  | 7.   | Sconosciuta | ?? | 26 |   |   |   |    |    |    |
|  | 8.   | Sconosciuta | ?? | 26 |   |   |   |    |    |    |
|  | 9.   | Sconosciuta | ?? | 26 |   |   |   |    |    |    |
|  | 10.  | Sconosciuta | ?? | 26 |   |   |   |    |    |    |
|  | 11.  | Sconosciuta | ?? | 26 |   |   |   |    |    |    |
|  | 12.  | Sconosciuta | ?? | 26 |   |   |   |    |    |    |
|  | 13.  | Sconosciuta | ?? | 26 |   |   |   |    |    |    |
|  | 14.  | Sconosciuta | ?? | 26 |   |   |   |    |    |    |

Legenda:
      Ammesso alle finali per la promozione in Serie C 1947-1948.
Regolamento:
Due punti a vittoria, uno a pareggio, zero a sconfitta.
Pari merito in caso di pari punti.

## Girone C

### Squadre partecipanti
| Club                | Città (provincia)      | Stagione precedente |
| ------------------- | ---------------------- | ------------------- |
| A.S. Anzio          | Anzio (Roma)           |                     |
| S.S. Artiglio       | Roma                   |                     |
| G.S. B.P.D          | Colleferro (Roma)      |                     |
| S.S. Centocelle     | Roma                   |                     |
| S.S. Cynthia        | Genzano di Roma (Roma) |                     |
| G.S. Frascati       | Frascati (Roma)        |                     |
| S.S. Fratelli Ferri | Roma                   |                     |
| U.S. Frosinone      | Frosinone              |                     |
| A.S. Garbatella     | Roma                   |                     |
| A.S. La Pontina     | Latina                 |                     |
| A.S. Nettuno        | Nettuno (Roma)         |                     |
| Prenestino          | Roma                   |                     |
| G.S. Rinascimento   | Roma                   |                     |
| S.S. Romana Gas     | Roma                   |                     |

### Classifica finale
|  | Pos. | Squadra     | Pt | G  | V | N | P | GF | GS | DR |
|  | ---- | ----------- | -- | -- | - | - | - | -- | -- | -- |
|  | 1.   | Nettuno     | ?? | 26 |   |   |   |    |    |    |
|  | 2.   | Anzio       | ?? | 26 |   |   |   |    |    |    |
|  | 3.   | Latina      | ?? | 26 |   |   |   |    |    |    |
|  | 4.   | Frosinone   | ?? | 26 |   |   |   |    |    |    |
|  | 5.   | Sconosciuta | ?? | 26 |   |   |   |    |    |    |
|  | 6.   | Sconosciuta | ?? | 26 |   |   |   |    |    |    |
|  | 7.   | Sconosciuta | ?? | 26 |   |   |   |    |    |    |
|  | 8.   | Sconosciuta | ?? | 26 |   |   |   |    |    |    |
|  | 9.   | Sconosciuta | ?? | 26 |   |   |   |    |    |    |
|  | 10.  | Sconosciuta | ?? | 26 |   |   |   |    |    |    |
|  | 11.  | Sconosciuta | ?? | 26 |   |   |   |    |    |    |
|  | 12.  | Sconosciuta | ?? | 26 |   |   |   |    |    |    |
|  | 13.  | Sconosciuta | ?? | 26 |   |   |   |    |    |    |
|  | 14.  | Sconosciuta | ?? | 26 |   |   |   |    |    |    |

Legenda:
      Ammesso alle finali.
  Successivamente ammesso in Serie C 1947-1948.
Regolamento:
Due punti a vittoria, uno a pareggio, zero a sconfitta.
Pari merito in caso di pari punti.

## Finali regionali

### Girone unico

#### Classifica finale
|  | Pos. | Squadra     | Pt | G  | V | N | P | GF | GS | DR |
|  | ---- | ----------- | -- | -- | - | - | - | -- | -- | -- |
|  | 1.   | Tuscania    | 15 | 10 |   |   |   |    |    |    |
|  | 2.   | Portuense   | 13 | 10 |   |   |   |    |    |    |
|  | 3.   | Aurelia     | 9  | 10 |   |   |   |    |    |    |
|  | 4.   | San Lorenzo | 9  | 10 |   |   |   |    |    |    |
|  | 5.   | Nettuno     | 7  | 10 |   |   |   |    |    |    |
|  | 6.   | Anzio       | 5  | 10 |   |   |   |    |    |    |

Legenda:
      Promosso in Serie C 1947-1948.
Regolamento:
Due punti a vittoria, uno a pareggio, zero a sconfitta.
Pari merito in caso di pari punti.

### Giornali
- Archivio della Gazzetta dello Sport, stagione 1946-1947, consultabile presso le Biblioteche:
  - Biblioteca Nazionale Braidense di Milano,
  - Biblioteca Nazionale Centrale di Firenze,
  - Biblioteca Nazionale Centrale di Roma,
  - Biblioteca Civica Berio di Genova,
  - Biblioteca Civica di Torino Archiviato il 27 dicembre 2009 in Internet Archive.;
  - e presso Emeroteca del C.O.N.I. di Roma (non è online ma è da consultare in sede).
- Il Corriere dello sport di Roma (edizione di Roma) della stagione 1946-1947 consultabile presso l'Emeroteca del C.O.N.I. di Roma e online a mezzo ricerca avanzata, dal sito coninet.it.

### Libri
- Silvano Casaldi, La storia del Nettuno Calcio, Cicconi Editore.